# カステッロ・ダルジレ
カステッロ・ダルジレ（伊: Castello d'Argile）は、イタリア共和国エミリア＝ロマーニャ州ボローニャ県にある、人口約6,700人の基礎自治体（コムーネ）。

## 地理

### 位置・広がり

#### 隣接コムーネ
隣接するコムーネは以下の通り。括弧内のFEはフェラーラ県所属を示す。
- アルジェラート
- チェント (FE)
- ピエーヴェ・ディ・チェント
- サーラ・ボロニェーゼ
- サン・ジョルジョ・ディ・ピアーノ
- サン・ジョヴァンニ・イン・ペルシチェート
- サン・ピエトロ・イン・カザーレ

### 気候分類・地震分類
カステッロ・ダルジレにおけるイタリアの気候分類 (it) および度日は、zona E, 2189 GGである。
また、イタリアの地震リスク階級 (it) では、zona 3 (sismicità bassa) に分類される。